# Alejandro Sabella
Alejandro Javier Sabella (Buenos Aires, 1954. november 5. – Buenos Aires, 2020. december 8.) válogatott argentin labdarúgó, edző, az argentin labdarúgó-válogatott szövetségi kapitánya (2011–2014).

## Sikerei, díjai

### Játékosként
River Plate
- Argentin bajnok (3): 1975 Metropolitano, 1975 Nacional, 1977 Metropolitano

Estudiantes
- Argentin bajnok (2): 1982 Metropolitano, 1983 Nacional

### Edzőként
Estudiantes
- Libertadores-kupa győztes (1): 2009
- Argentin bajnok (1): 2010 Apertura